# 丁コウ
丁 厷（てい こう、生没年不詳）は、中国三国時代の蜀漢の人物。
呉王の孫権が、蜀漢の使者として鄧芝を迎えた後に、諸葛亮に送った書状の中でその名が見える。
孫権はその書状で、「（以前の使者の）丁厷は言葉が浮つき、陰化は言葉足らずだった。（呉と蜀漢の）二国の和合は、ひとえに鄧芝あればこそ」と述べた。